# Ixtlahuaca de Rayón
Ixtlahuaca de Rayón är en mindre stad i Mexiko, och administrativ huvudort i kommunen Ixtlahuaca i den västra delen av delstaten Mexiko. Orten hade 6 934 invånare vid folkräkningen 2010.